# Sommerau (Frankrijk)
Sommerau is een gemeente in het Franse departement Bas-Rhin in de regio Grand Est. De plaats maakt deel uit van het arrondissement Saverne. Sommerau is op 1 januari 2016 ontstaan door de fusie van de gemeenten Allenwiller, Birkenwald, Salenthal en Singrist. De gemeente telde 1.524 inwoners op 1 januari 2022.

## Geografie
De oppervlakte van Sommerau bedraagt 15,96 vierkante kilometer; Op 1 januari 2022 was de bevolkingsdichtheid 95,5 inwoners per km².

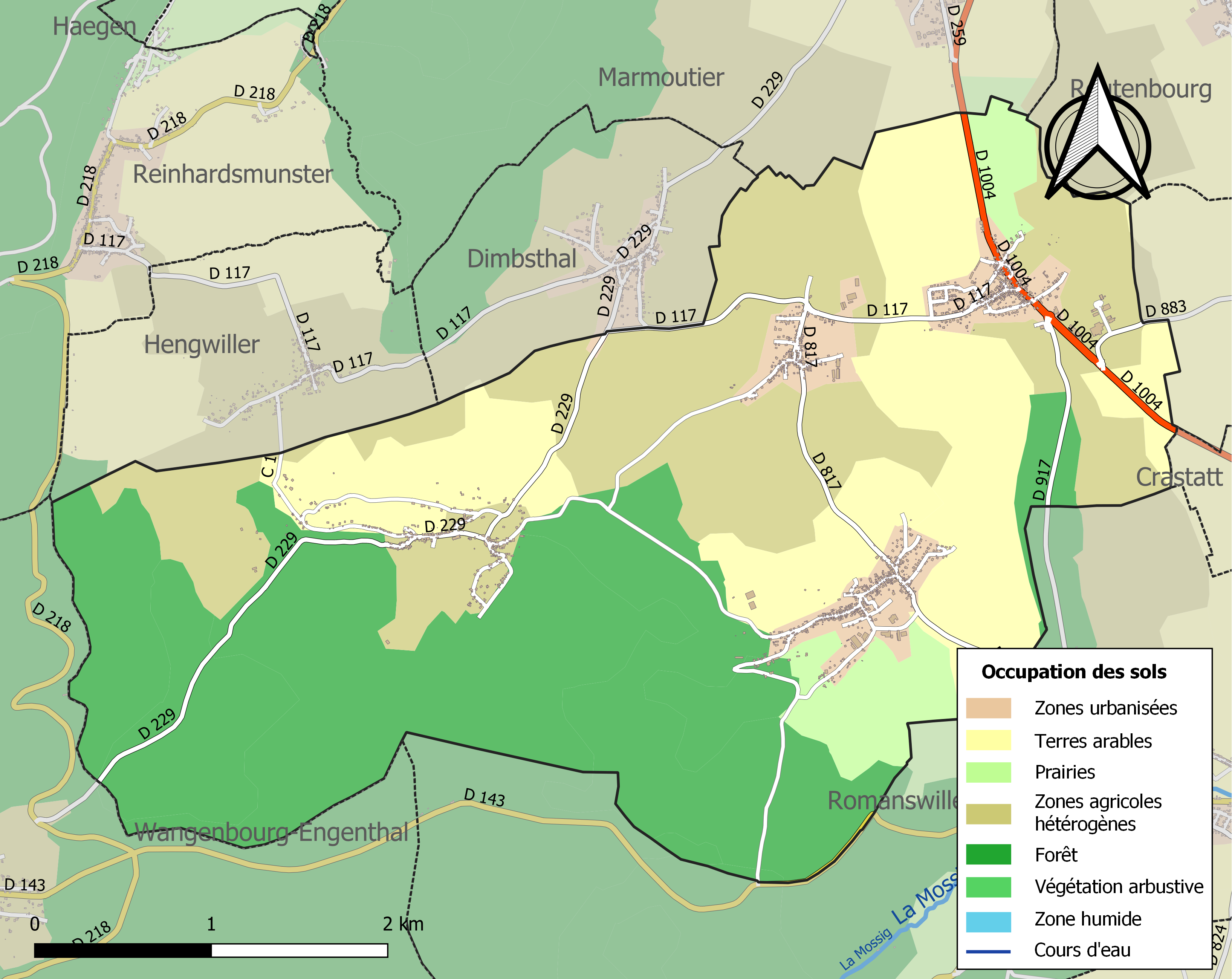
Kaart van de gemeente met de belangrijkste infrastructuur, bodemgebruik en omliggende gemeenten

Altenheim · Crastatt · Dettwiller · Dimbsthal · Eckartswiller · Ernolsheim-lès-Saverne · Friedolsheim · Furchhausen · Gottesheim · Gottenhouse · Haegen · Hattmatt · Hengwiller · Hohengœft · Jetterswiller · Kleingœft · Knœrsheim · Landersheim · Littenheim · Lochwiller · Lupstein · Maennolsheim · Marmoutier · Monswiller · Ottersthal · Otterswiller · Printzheim · Rangen · Reinhardsmunster · Reutenbourg · Saessolsheim · Saint-Jean-Saverne · Saverne · Sommerau · Steinbourg · Schwenheim · Thal-Marmoutier · Waldolwisheim · Westhouse-Marmoutier · Wolschheim · Zehnacker · Zeinheim